# Sierra de Cajálbana
La sierra de Cajálbana es una cordillera de Cuba, situada en la provincia de Pinar del Río.

## Descripción
La sierra se encuentra dentro de los límites de la provincia de Pinar del Río y en las inmediaciones del parque nacional La Güira, a pocos kilómetros de la localidad de San Juan de Sagua. Aparece descrita en el primer tomo del Diccionario geográfico, estadístico, histórico, de la isla de Cuba de Jacobo de la Pezuela con las siguientes palabras:

Cajalbana. (sierra de) Notable y estensa sierra, que corriendo principalmente de N. á S. hácia los límites de los partidos de las Pozas y de Consolacion del norte por terrenos de los corrales del Caimito, Alonso Sanchez, Buenavista y San Marcos, termina por el S. con el pico de Cajalbana. La estructura geológica de este pico, presenta indicios evidentes de haber sido un volcan hoy apagado, encontrándose en su cumbre y pendientes bastante piedra pomez, y otras sustancias características de su antiguo ser. De los estribos septentrionales de esta sierra, que son bajos y chatos en general se destacan numerosos picos. De entre sus faldas nacen los arroyos que forman el rio de las Dos Hermanas; y la oriental, está separada de la occidental del Pan de Guajaibon, por el arroyo Quitapesares que recorre las estrechas abras intermedias. Pertenece al grupo de la sierra del Rosario de Bahía-Honda.
(Pezuela, 1863, p. 235)